# Ludmila Formanová
Ludmila Formanová (ur. 2 stycznia 1974) – była czeska lekkoatletka, specjalistka od 800 metrów, mistrzyni świata z 1999. Dwukrotna olimpijka (1996, 2000).

## Osiągnięcia
- złoty medal Mistrzostw Europy juniorów w lekkoatletyce (San Sebastián 1993)
- srebro Halowych Mistrzostw Świata (Sztafeta 4 x 400 m Barcelona 1995)
- złoty medal podczas Halowych Mistrzostw Europy (Walencja 1998)
- złoto na Halowych Mistrzostwach Świata (Maebashi 1999)
- złoty medal Mistrzostw świata (Sewilla 1999)
- 2. miejsce w Finale Grand Prix IAAF (Monachium 1999)

## Rekordy życiowe
- Bieg na 400 m – 51,84 (1995)
- Bieg na 800 m – 1:56,56 (1999)
- Bieg na 1000 m – 2:35,06 (1999) rekord Czech
- Bieg na 800 m (hala) – 1:56,90 (1999) rekord Czech, 5. wynik w historii światowej lekkoatletyki, rekord halowych mistrzostw świata

Formanová razem z koleżankami z czeskiej reprezentacji ustanowiły w 1997 do dziś aktualny halowy rekord kraju w sztafecie 4 × 400 metrów – 3:28,47.